# Mossuloides
Mossuloides is een geslacht van rechtvleugeligen uit de familie sabelsprinkhanen (Tettigoniidae). De wetenschappelijke naam van dit geslacht is voor het eerst geldig gepubliceerd in 1940 door Willemse.

## Soorten
Het geslacht Mossuloides  is monotypisch en omvat slechts de volgende soort:
- Mossuloides viridis (Willemse, 1940)